# Kungsportsplatsen

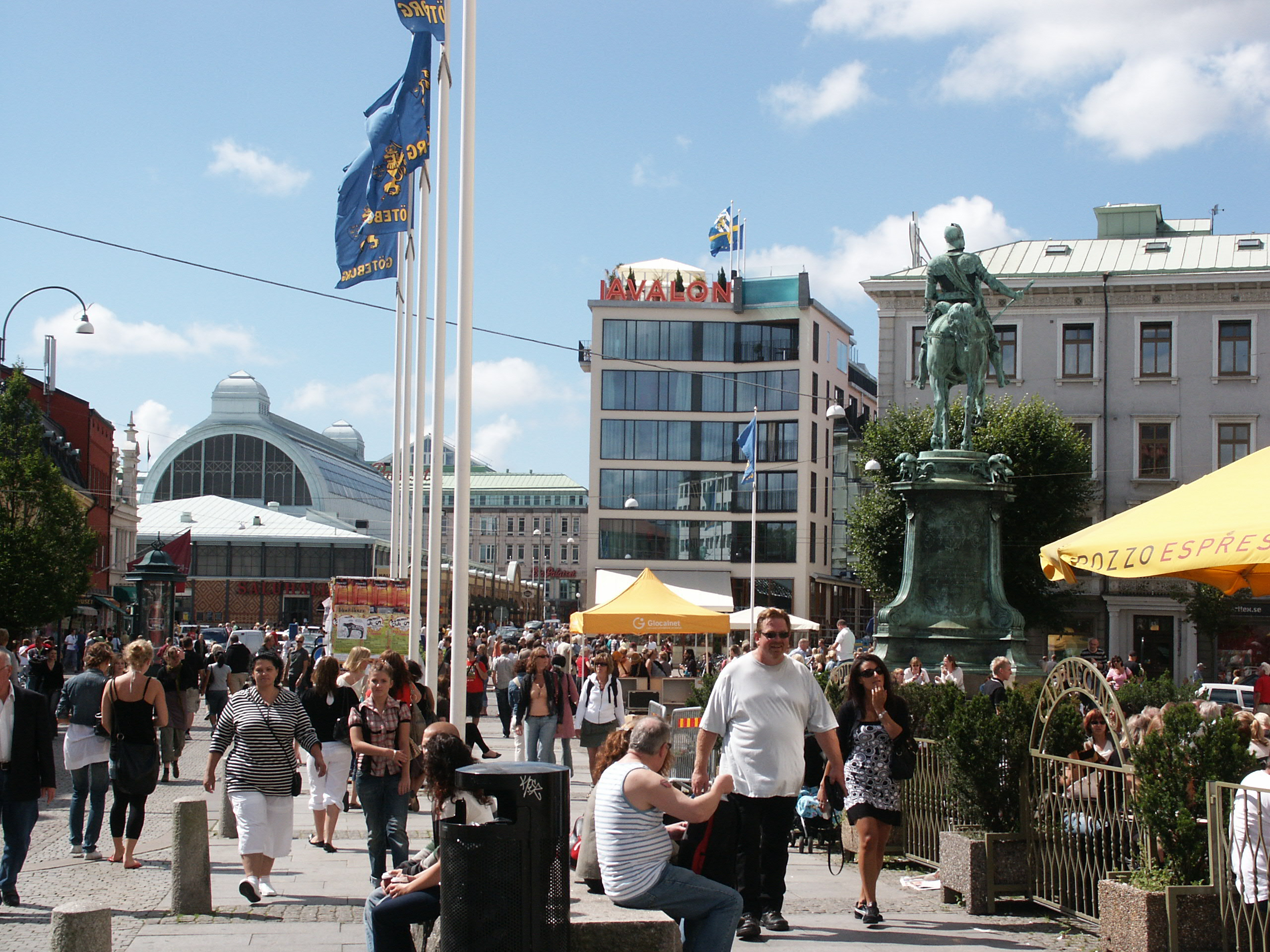
La place Kungsporten du côté du marché de Saluhallen et de l’hôtel Avalon

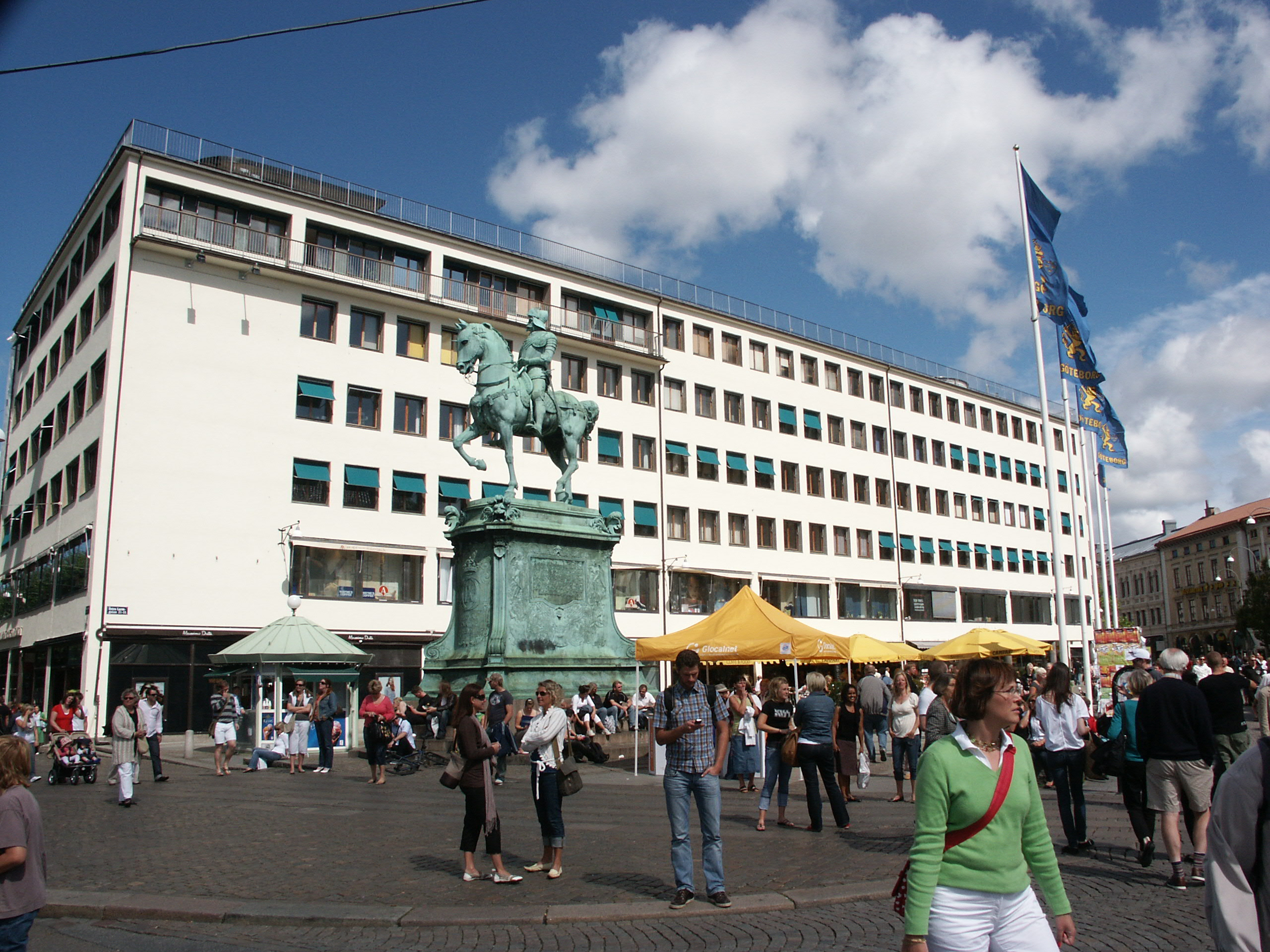
La statue de Charles IX dominant Kungsportsplatsen

Kungsportsplatsen est une place de la ville de Göteborg en Suède.

## Historique
Signifiant littéralement porte royale en suédois, elle fut construite en 1852 en l'honneur du roi Charles IX de Suède. Cette porte constituait alors l'entrée principale de la ville fortifiée, qui était et est toujours entourée d'une douve.
La ville s'étendit plus tard au-delà de celle-ci, amenant au démantèlement de la porte.
Une statue du roi Charles IX, installée en 1904, domine la place.

## Transport en commun pour s'y rendre
Lignes de tram desservant l'arrêt Kungsportsplatsen : 1, 3, 4, 5, 6, 7, 10, 11.
Lignes de bus desservant l'arrêt Kungsportplatsen : 18, 50, 52.
La navette à destination/en provenance de l'aéroport de Göteborg-Landvetter marque l'arrêt à Kungsportsplatsen.

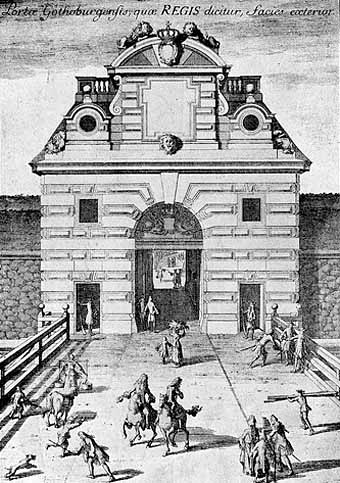
La porte du Roi